# HE15

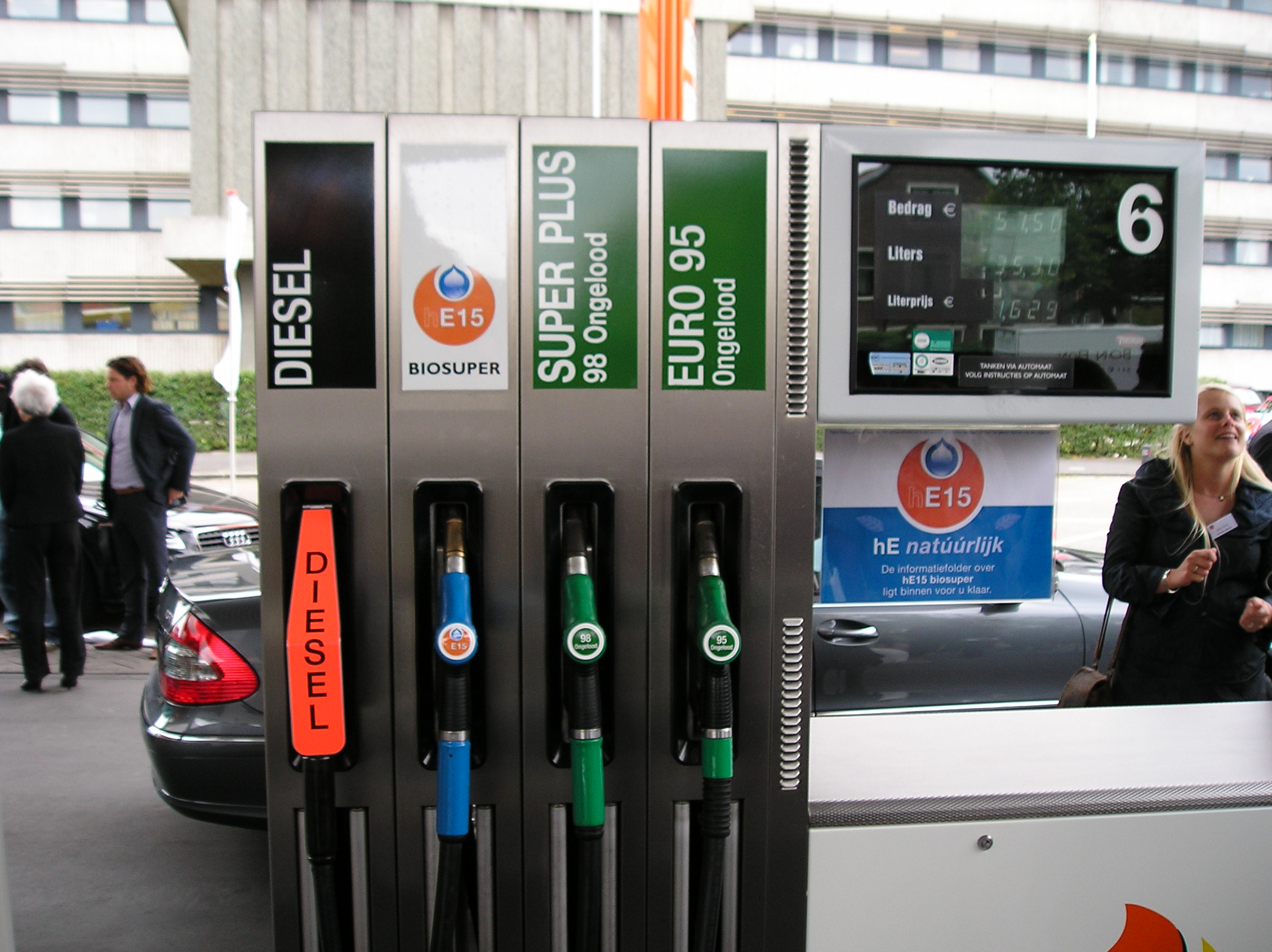
Biosuper aan de pomp in Voorburg

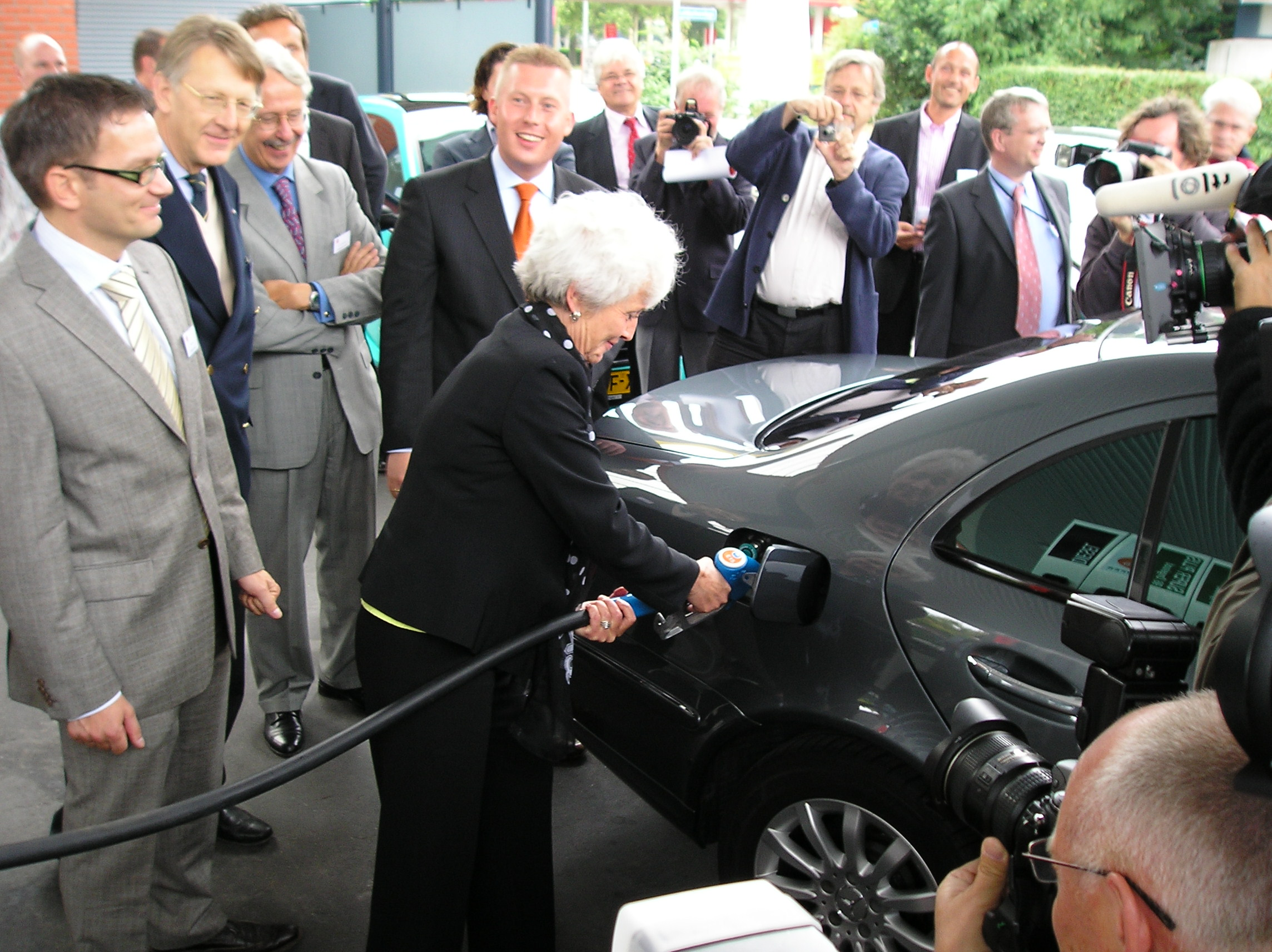
Opening door Jacqueline Cramer

HE15 is een brandstof die bestaat uit 15% natte ethanol (dit is ethanol waar het water niet uitgehaald is) en voor 85% uit Euro 95-benzine.
Op 7 juli 2008 werd het eerste tankstation in Nederland (in Voorburg) door milieuminister Jacqueline Cramer geopend.
Door gebruik te maken van natte ethanol in plaats van droge (E15) zijn de kosten voor het produceren vergelijkbaar met die van Euro-95.